# Kościół Świętych Apostołów Piotra i Pawła w Turze
Kościół Świętych Apostołów Piotra i Pawła w Turze – rzymskokatolicki drewniany kościół parafialny zlokalizowany we wsi Tur w województwie łódzkim, w powiecie poddębickim.

## Historia
Parafia była we wsi erygowana na początku XIV wieku (arcybiskup Bodzęta). Istniejący kościół spłonął w 1734. Nowy, obecny zbudowano w 1754. Jego fundatorem był Jakub Dąbrowski.

## Architektura
Kościół jest jednonawowy, konstrukcji wieńcowej, oszalowany i zwrócony prezbiterium na zachód. Węższe od nawy prezbiterium jest zamknięte wielobocznie. Po obu stronach nawy dobudowane są prostokątne kaplice. 

## Wnętrze i wyposażenie
Wnętrze jest kryte płaskim stropem z polichromią. Chór muzyczny, wsparty na dwóch kolumnach, zawiera rokokowe organy.
Ołtarz główny reprezentuje styl barokowy i wyposażony jest w rzeźby patronów: św. Piotra i św. Pawła (połowa XVIII wieku). Dwa ołtarze boczne są późnobarokowe i są wyposażone w rzeźby św. Rozalii i św. Niewiasty (druga połowa XVIII wieku).
Na wyposażenie składają się m.in.: późnogotycka chrzcielnica kamienna z pokrywą klasycystyczną, feretrony, obraz ukrzyżowania z XVIII wieku, krucyfiks, krzyże procesyjne, relikwiarz oraz lichtarze.

## Tablice pamiątkowe
Od zewnątrz na obiekcie umieszczono dwie tablice pamiątkowe:
- Tadeuszowi Kościuszce [...] w setną rocznicę zgonu 15 października 1917 Mieszkańcy Parafji Tur,
- ku czci księdza Rafała Stachowicza, lokalnego proboszcza (zm. 4 stycznia 1892) z tekstem z Księgi Hioba: Dni moje przeminęły, myśli moje rozproszone zostały... Sam tylko grób mi pozostał[3].

## Galeria

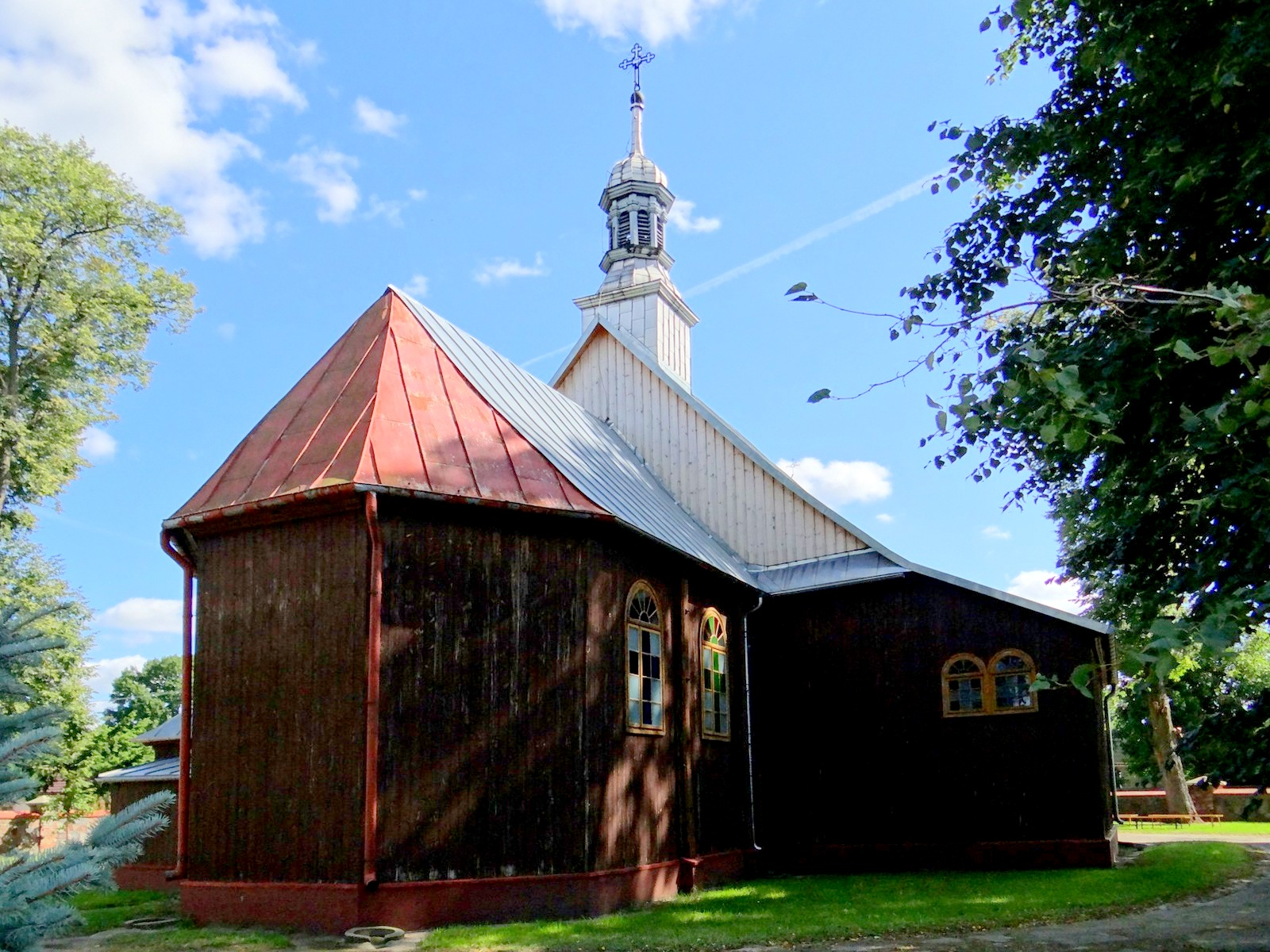
Widok od strony prezbiterium
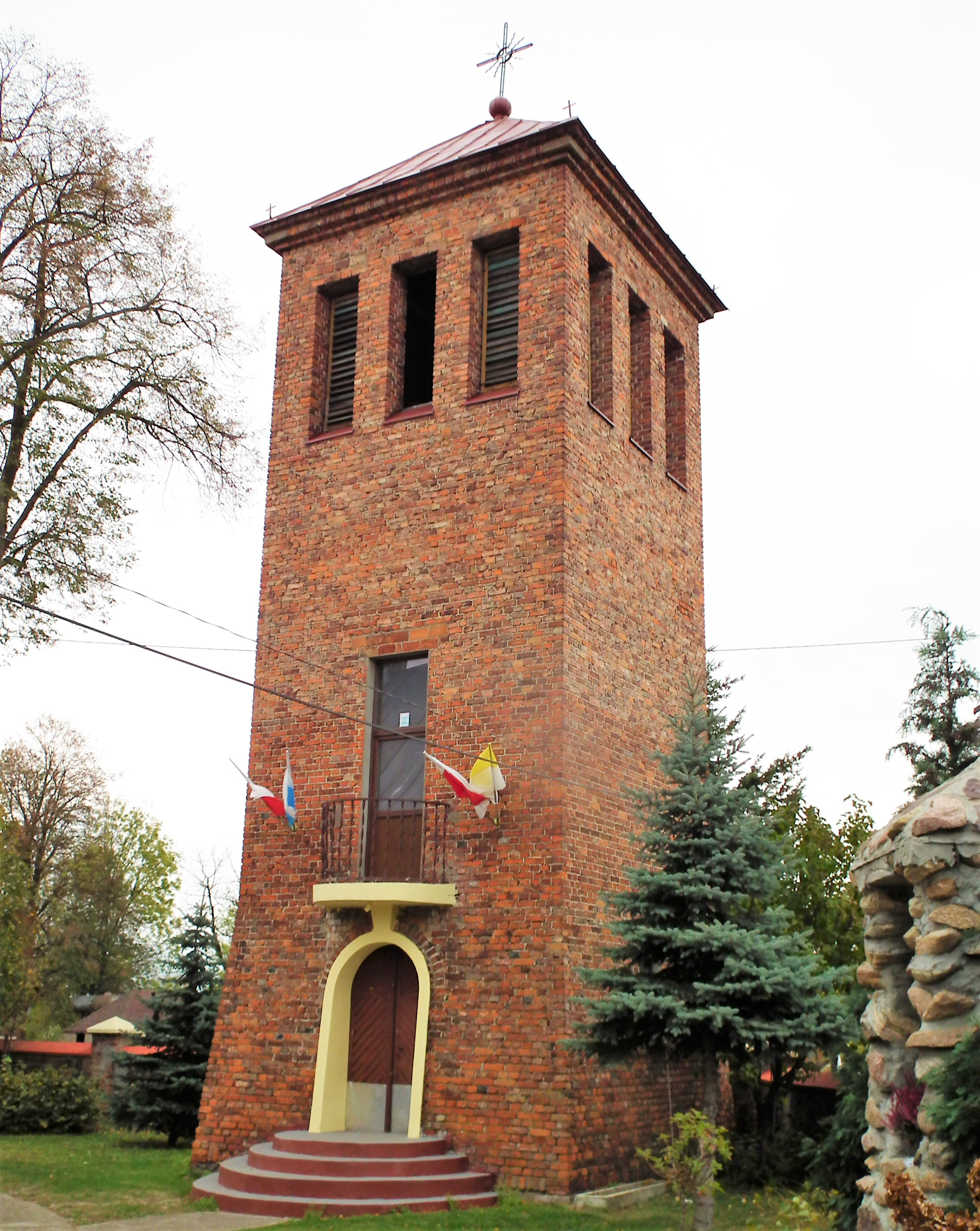
Dzwonnica
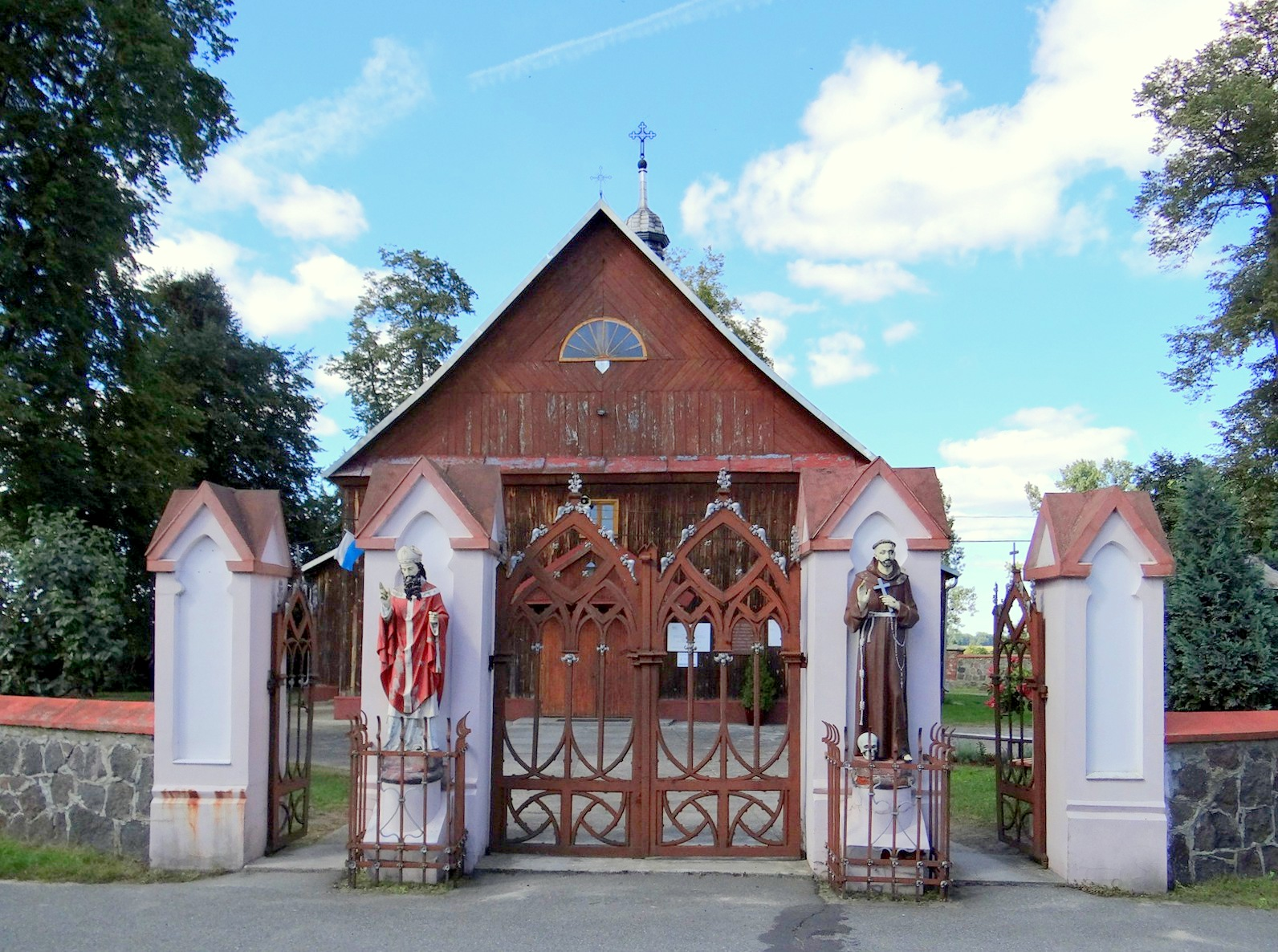
Brama wejściowa
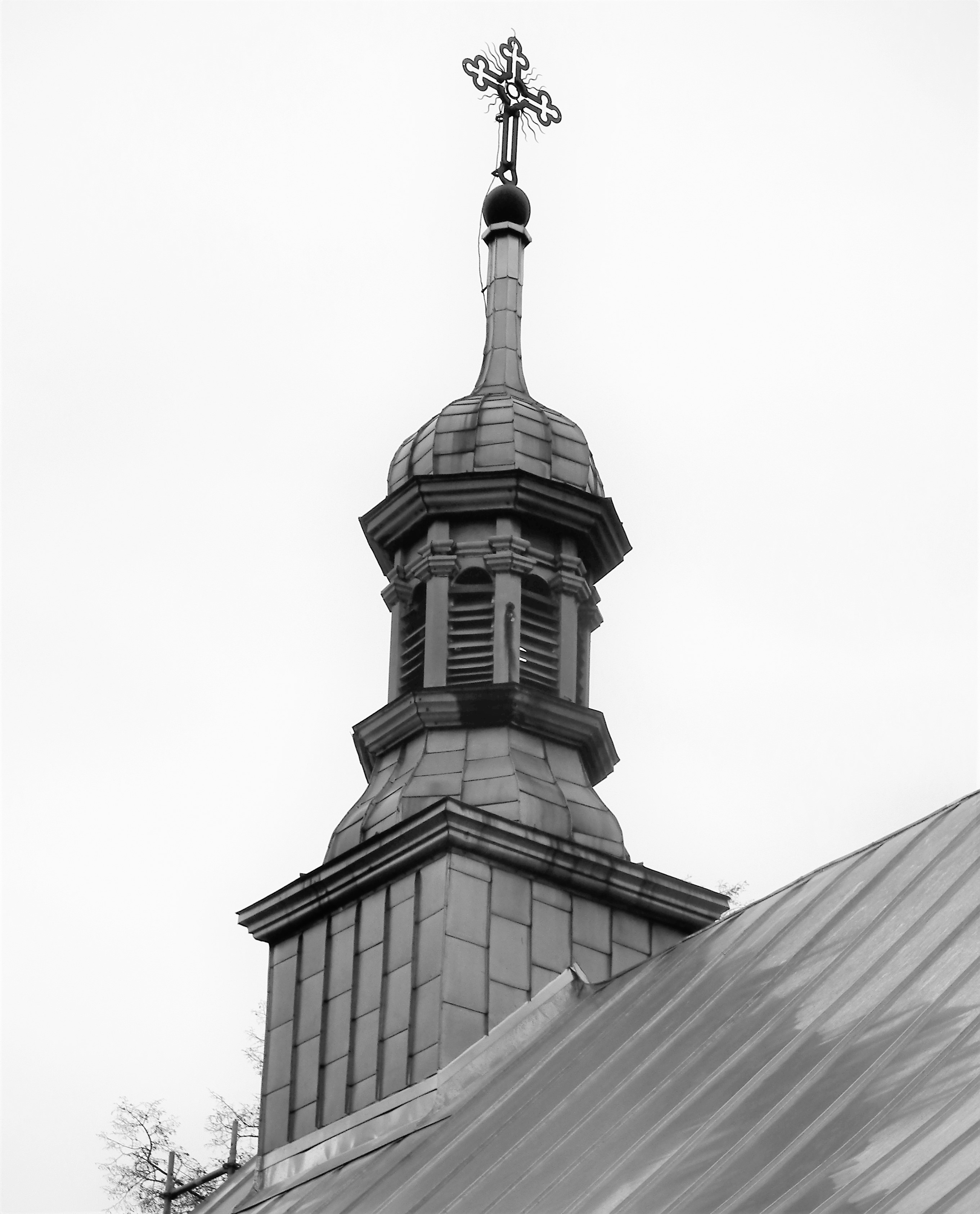
Sygnaturka
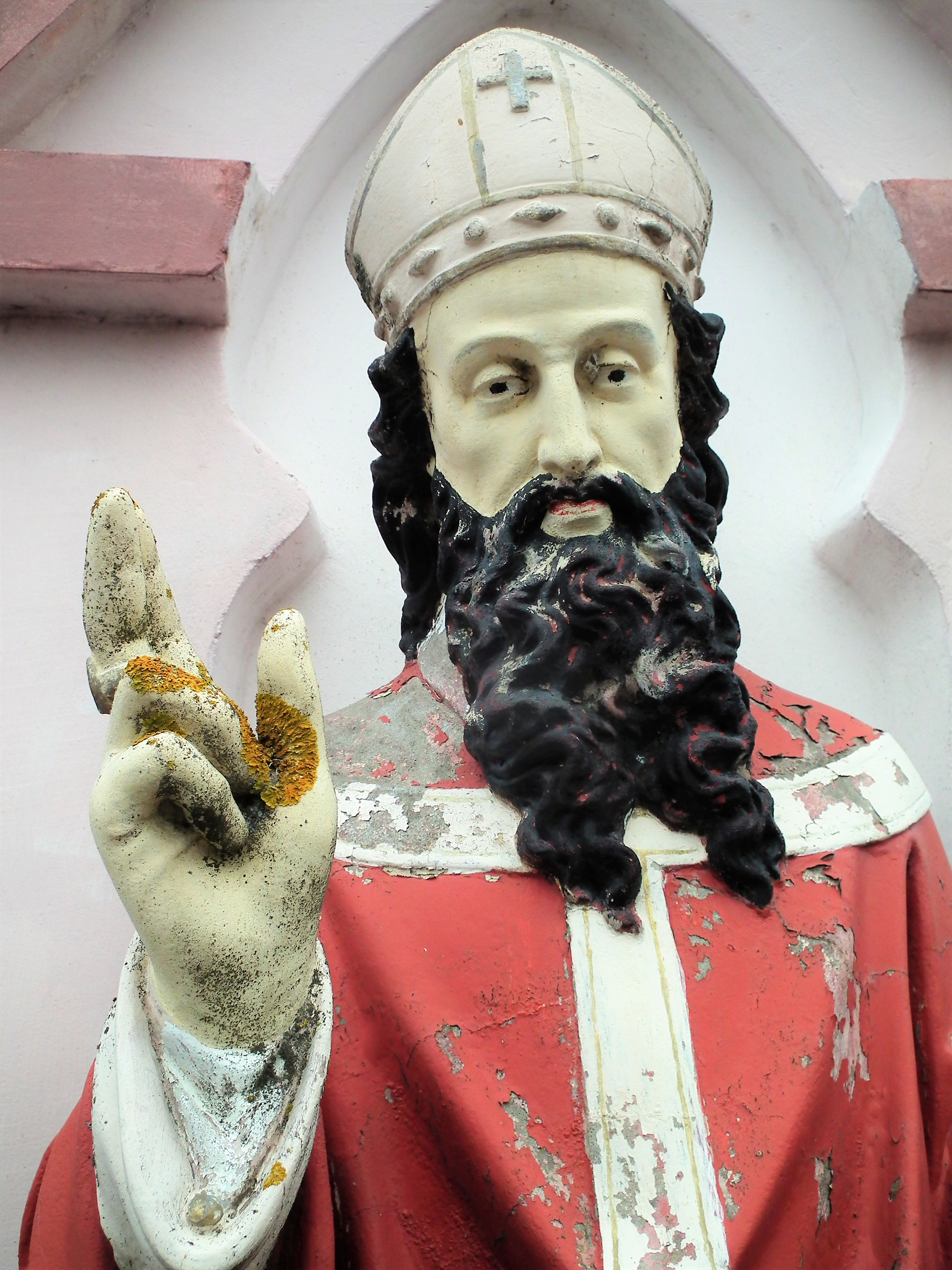
Rzeźba bramna